# Az ártatlanság vélelme

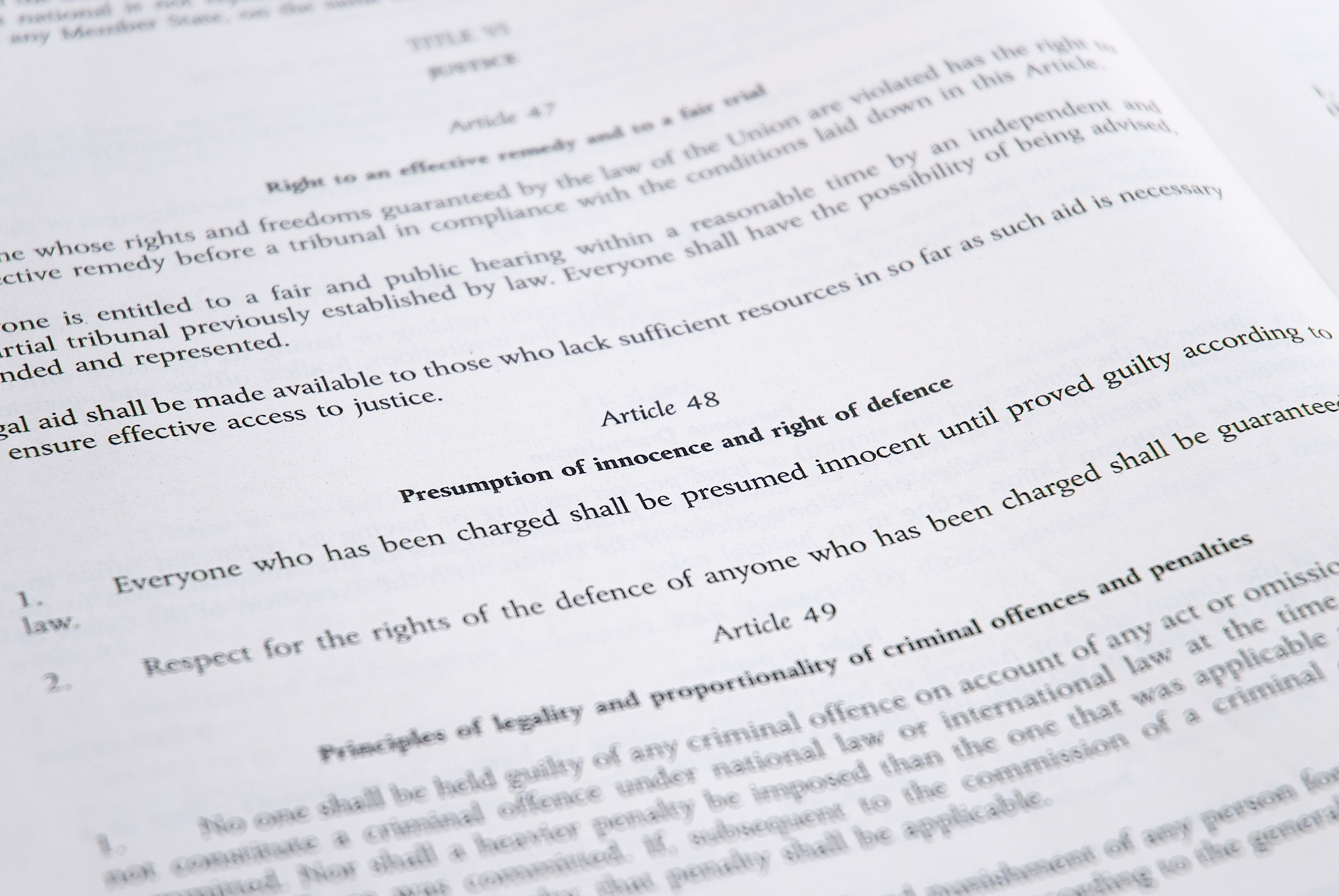
Az ártatlanság vélelme az Európai Unió Alapjogi Chartájában.

A jogban az ártatlanság vélelme alkotmányos alapelv, amely szerint senki sem tekinthető bűnösnek  mindaddig, amíg a büntetőjogi felelősségét a bíróság jogerős határozata nem állapította meg. Az ártatlanság vélelme a bűnösség vélelmének tilalma. Az ártatlanság vélelmének elsősorban a büntetőeljárásban és a szabálysértési eljárásban kell érvényesülnie.

## Története
Több jogtudós a vélelem eredetét a római jog egyik jogelvére vezeti vissza: Quisquis praesumitur bonus, donec probetur contrarium. Az ártatlanság vélelme a maga teljességében azonban az Emberi és polgári jogok nyilatkozatában jelent meg először (Mindaddig, amíg bűnössé nem nyilvánítják, minden ember ártatlannak vélelmezendő.) Az angolszász jogban az ártatlanság vélelmének elvét "arany cérnaszálhoz" hasonlította Lord Sankey a Woolmington v DPP 1935 AC 462 esetben. 
Számos autoriter rendszerben az ártatlanság vélelmét nem tartják be, illetve a bűnösség vélelme él: a vádlott bűnösnek tekintendő mindaddig, amíg ártatlanságát nem bizonyítja.

## Jogi természete
Az ártatlanság vélelme jogviszonyokat meghatározó norma, amely az eljárásban részt vevő személyek egymáshoz való viszonyát határozza meg. Az ártatlanság vélelme a jogi dogmatika szerint nem nevezhető vélelemnek, hiányzik ugyanis a vélelmező tény (nincs szükség ártatlanságra mutató tényre ahhoz, hogy az ártatlanság vélelme fennálljon), emiatt az ártatlanság vélelmét nem a vélelmek, hanem az ideiglenes igazságok körébe soroljuk.
Az elvet tényleges tartalommal a bizonyítást érintő járulékos elvek töltik ki: a bizonyítási teher elve (a terhelt bűnösségének bizonyítása a vádlót terheli, senkit sem lehet ártatlanságának bizonyítására kötelezni), az önvádra kötelezés tilalma (senki sem kötelezhető arra, hogy önmagára terhelő vallomást tegyen, ill. önmaga ellen bizonyítékot szolgáltasson), a kétséges tények értelmezése (a kétséget kizáróan nem bizonyított tényt a terhelt terhére értékelni nem lehet)

## Az ártatlanság vélelme és a terhelt
A terhelttel való bánásmódot azok az eljárási szabályok jelölik ki, amelyek megállapítják a büntetőeljárásban gyakorolható jogait. Az eljáró hatóságoknak tudniuk kell, hogy a vádlott, gyanúsított még nem elítélt. Az ártatlanság vélelme kötelezi az ügyben eljáró bírót, hogy az elfogulatlan tárgyalásvezetési stílusnak megfelelve vezesse a pert.
Az ártatlanság vélelme egyben kijelöli a védelem határait is: a védelem nem bizonyíthat bármit a tárgyaláson: be kell bizonyítania, hogy kétséges maradt a vádlott bűnössége. Nem bizonyíthatja tehát a vádlott bűnösségét.

## Az ártatlanság vélelme különböző jogszabályokban
- Magyarország Alaptörvénye XXVIII. cikk (2) bekezdés: Senki nem tekinthető bűnösnek mindaddig, amíg büntetőjogi felelősségét a bíróság jogerős határozata nem állapította meg.
- 1998. évi XIX. törvény a büntetőeljárásról 7. §: Senki sem tekinthető bűnösnek mindaddig, amíg a bűnösségét a bíróság jogerős határozatában nem állapította meg.
- 1973. évi I. törvény a büntetőeljárásról 3. § (1) bekezdés: Senki sem tekinthető bűnösnek mindaddig, amíg büntetőjogi felelősségét a bíróság jogerős határozata nem állapította meg.
- Egyesült Nemzetek Közgyűlése XXI. ülésszakán, 1966. december 16-án elfogadott Polgári és Politikai Jogok Nemzetközi Egyezségokmánya 14. Cikk 2.: Bűncselekmény elkövetésével vádolt minden személynek joga van arra, hogy ártatlannak tekintsék mindaddig, amíg bűnösségét a törvény szerint be nem bizonyították.
- Az emberi jogok és az alapvető szabadságok védelméről szóló, Rómában, 1950. november 4-én kelt Egyezmény 6. Cikk - Tisztességes tárgyaláshoz való jog 2.: Minden bűncselekménnyel gyanúsított személyt mindaddig ártatlannak kell vélelmezni, amíg bűnösségét a törvénynek megfelelően meg nem állapították.

## Külső hivatkozások
- Az ártatlanság vélelme
- Az elv története
- Az Európai Bizottság zöld könyve az ártatlanság vélelméről